# Gare de Parcoul - Médillac
La gare de Parcoul - Médillac est une gare ferroviaire française, fermée, des lignes de Paris-Austerlitz à Bordeaux-Saint-Jean et de Ribérac à Parcoul - Médillac. Elle est située sur le territoire de la commune de Médillac, dans le département de la Charente, à proximité de la commune de Parcoul-Chenaud, dans le département de la Dordogne, toutes deux en région Nouvelle-Aquitaine.

## Situation ferroviaire
Établie à 38 mètres d'altitude, la gare de Parcoul - Médillac est située au point kilométrique (PK) 505,740 de la ligne de Paris-Austerlitz à Bordeaux-Saint-Jean, entre les gares de Chalais et de Saint-Aigulin - La Roche-Chalais.
Gare de bifurcation, elle est, au PK 544,854, le terminus de la ligne de Ribérac à Parcoul - Médillac (déclassée et déferrée), où elle se trouve après la gare de Chenaud,.

## Histoire
Lors de la mise en service de la section entre Angoulême et Bordeaux, le 20 septembre 1852, il n'y a pas de gare ou halte entre les gares mises en service de Chalais et de La Roche-Chalais.
En 1906, la gare de bifurcation de Parcoul - Médillac est créée lors de la construction de la ligne de Ribérac à Parcoul - Médillac par la Compagnie du chemin de fer de Paris à Orléans (PO), c'est une gare prévue pour être « ouverte à tous les transports en grande et en petite vitesse et au transport des bestiaux, chevaux et voitures ». Elle est mise en service le 1er juillet 1906, lors de l'ouverture à l'exploitation de la ligne de Ribérac à Parcoul - Médillac,.

Images de la gare dans les années 1910
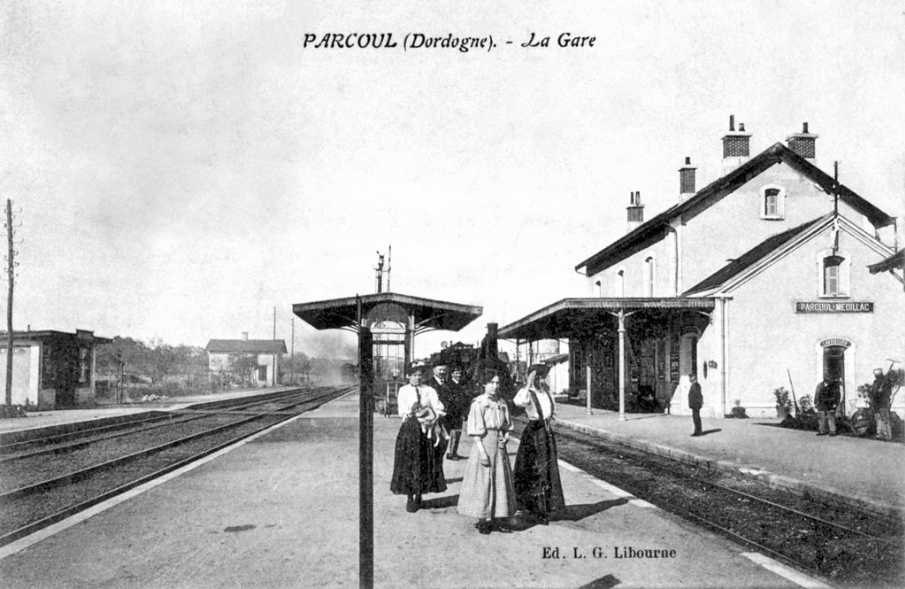
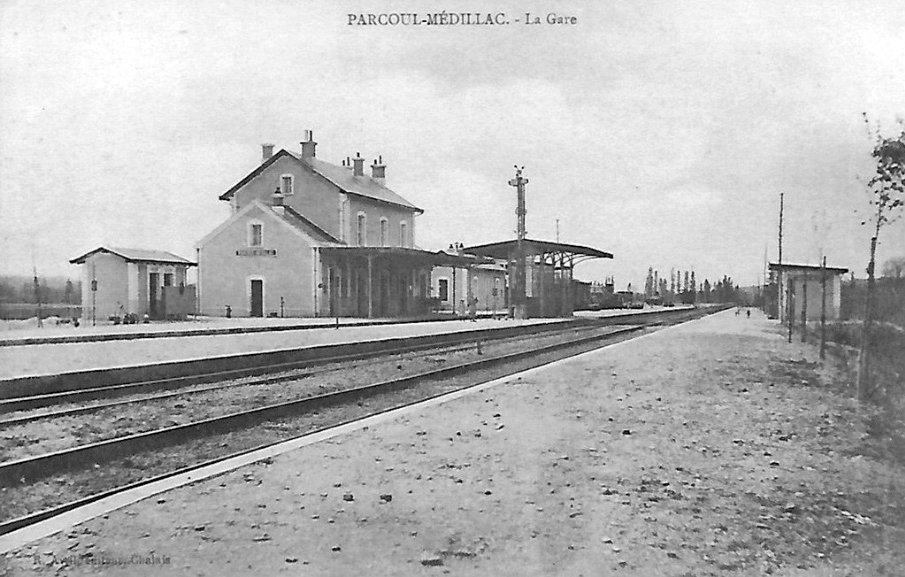

La ligne d'embranchement est fermée au service des voyageurs le 10 juin 1940.

Le 4 juillet 1944, le « train fantôme », un train transportant 750 déportés (essentiellement des résistants) détenus au camp du Vernet-d'Ariège, à la prison Saint-Michel de Toulouse et au Fort du Hâ à Bordeaux, parti le 3 juillet de Bordeaux pour Dachau est mitraillé lors de son stationnement en gare par des avions bombardiers alliés. L’attaque cessa lorsque des déportés purent agiter un chiffon blanc par les lucarnes des wagons. Aux morts sous la mitraille, 4 autres meurent sous les balles des Allemands après avoir tenté de s’enfuir. L’arrêt dura plusieurs jours, le temps de réparer la locomotive touchée lors de l’attaque aérienne.
La gare est fermée[Quand ?].

## Patrimoine ferroviaire

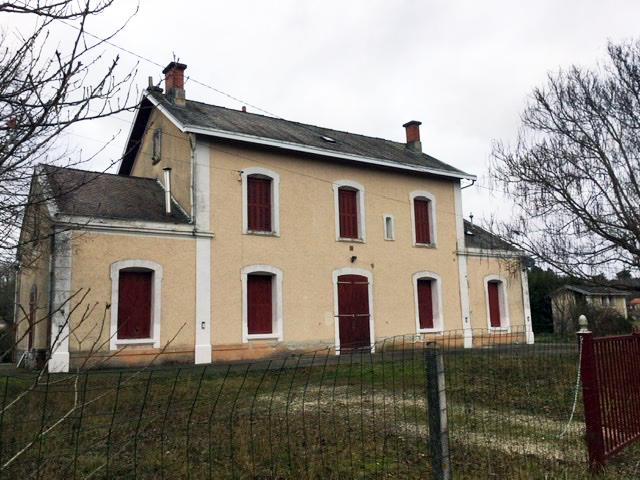
Le bâtiment voyageurs devenu propriété privée.

Le bâtiment voyageurs d'origine, désaffecté du service ferroviaire, est devenu une habitation privée.